# Парламентские выборы в Словакии (2002)

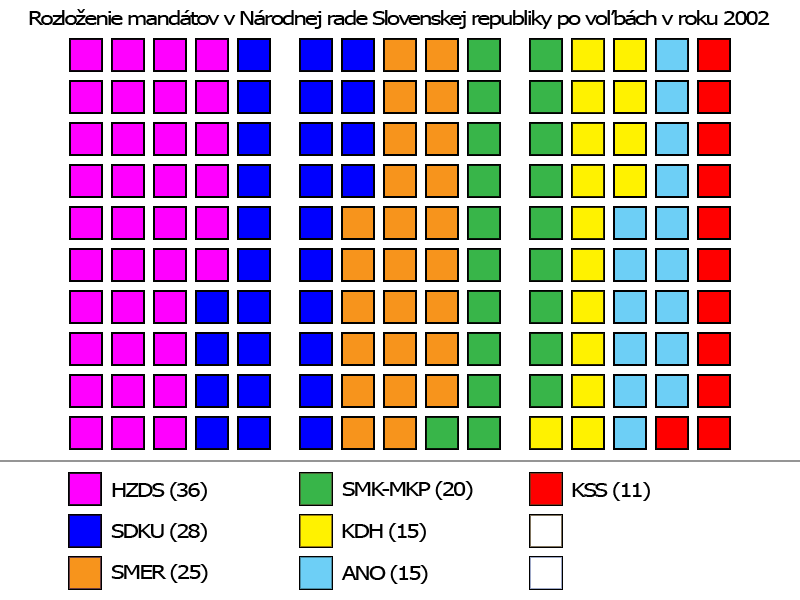
Результаты выборов

Парламентские выборы в Словакии 2002 года состоялись 20 и 21 сентября. На 150 мест Народной Рады Словацкой Республики претендовало 25 партий. Выборы проходили по пропорциональной системе.

## Результаты
| Партия                                        | Голосов         | Мест | Δ       |
| --------------------------------------------- | --------------- | ---- | ------- |
| Движение за демократическую Словакию          | 560 691 (19,5%) | 36   | ▼ 7     |
| Словацкий демократический и христианский союз | 433 953 (15,1%) | 28   | Впервые |
| Курс — социальная демократия                  | 387 100 (13,5%) | 25   | Впервые |
| Партия венгерской коалиции                    | 321 069 (11,2%) | 20   | ▲ 5     |
| Христианско-демократическое движение          | 237 202 (8,3%)  | 15   | ...     |
| Альянс новых граждан                          | 230 309 (8,0%)  | 15   | Впервые |
| Коммунистическая партия Словакии              | 181 872 (6,3%)  | 11   | ▲ 11    |
| Настоящая Словацкая национальная партия       | 105 084 (3,7%)  | 0    | Впервые |
| Словацкая национальная партия                 | 95 633 (3,3%)   | 0    | ▼ 14    |

Явка на выборах составила 70,07%.

## Последствия
По итогам выборов партии Словацкий демократический и христианский союз, Христианско-демократическое движение, Альянс новых граждан и Партия венгерской коалиции сформировали правящую коалицию. Премьер-министром страны остался Микулаш Дзуринда.
Это была единственная выборная кампания после отделения Словакии от Чехо-Словакии, в результате которой в Национальный совет смогла пройти Коммунистическая партия.